# John Wain
John Barrington Wain (Stoke-on-Trent, 1925. március 14. – Oxford, 1994. május 24.) angol költő, regényíró, kritikus, a „The Movement” ('a mozgalom') nevű irodalmi csoport tagja.

## Magyarul
- Vetélytársak. Regény; ford. Balabán Péter; Európa, Bp., 1965
- Tél a hegyekben; ford. Bart István; Európa, Bp., 1977